# Curralinho
Curralinho este un oraș în Pará (PA), Brazilia.